# Hasso von Wedel-Polzin
Hasso von Wedel-Polzin (Hasso der Rote, Hasso von Wedel-Hochzeit; † 1353) war ein Vogt in der Neumark.

## Leben
Als Miteigentümer von Schloß und Stadt Polzin 1337 erstmals erwähnt, wurde Hasso von Wedel-Polzin elf Jahre später, am 27. Oktober 1348, gemeinsam mit Hasso dem Alten und Hasso von Wedel-Falkenburg von Markfgraf Ludwig zum Vogt einer Distriktsvogtei in der nördlichen Neumark ernannt. Die Städte Arnswalde, Reetz, Dramburg, Nörenberg und Kallies wurden angewiesen, den drei Vögten Gehorsam zu leisten. Vogt der Distriktsvogtei in der südlichen, durch Warthe und Netze gegen das Land Sternberg begrenzten Neumark wurde zur selben Zeit Betekin von der Osten. 
Diese Ernennungen standen in Zusammenhang mit dem innerbrandenburgischen Krieg gegen den Falschen Woldemar, in dem sich die Wittelsbacher Markgrafen bei der Rückgewinnung ihres 1348 fast vollständig an die Anhänger Woldemars verlorenen Landes zunächst fast nur auf den neumärkischen Adel stützen konnten. 1349 kämpfte Wedel in der Schlacht bei Oderberg auf Seiten des Markgrafen. 
Im März des Pestjahres 1350 stiftete er, „vom Heiligen Geist ergriffen“, in Dramburg die Errichtung einer Kapelle mit vier Altären „für sein eigenes Seelenheil und das seiner Vorfahren“. Er dotierte sie mit dem Großen Lübbesee, der darin liegenden Insel und allen zugehörigen Erträgen. Im Dezember 1350 wurde er, offenbar in Anerkennung seiner im Kampf gegen die Anhänger des Falschen Waldemar geleisteten Dienste, vom Markgrafen mit Schloß und Städtchen Hochzeit an der Drage belehnt, dem, außer von Norden, neben Zantoch einzigen Zugang zur Neumark. Die Belehnung schloss die Befugnis zum Bau eines neuen Schlosses ein und erstreckte sich auf weite Gebiete beidseits der Drage. Im Osten des Flusses reichte das im Süden von der Netze begrenzte Areal bis zu einer zwischen Schloppe und Filehne verlaufenden Linie.
Seine Aufnahme in Figurengruppe Nr. 11 der Berliner Siegesallee unter dem Namen „Hasso der Rote“ verdankt Wedel einer Verwechslung mit dem Hofmeister Hasso von Wedel-Falkenburg.